# أم التمر (اسماعيلية)
أم التمر (بالفارسية: ام‌الطمیر) هي قرية وتقع في إيران في قسم إسماعيلية الريفي. يقدر عدد سكانها بـ 2,616 نسمة .